# When Can I See You Again?
When Can I See You Again? è un singolo del progetto Owl City, scritto da Adam Young, Matt Thiessen, Brian Lee ed inciso per la colonna sonora del 52° classico Disney Ralph Spaccatutto.

## Il brano
"When Can I See You Again?" è un brano uptempo di genere dance-pop e synth pop cantato da Adam Young, fondatore del progetto Owl City Adam.
Young ha dichiarato ad AOL Music: "Da grande fan dei film d'animazione della Disney, i quali mi hanno cresciuto, è stato realmente un onore scrivere 'When Can I See You Again' per Ralph spaccatutto."
Dal 1 ottobre 2014, un arrangiamento in lingua Cantonese è stato usato, assieme al brano "Baroque Hoedown", come tema dell'attrazione dell'Hong Kong Disneyland "Paint the Night Parade".
Il 22 maggio del 2015, durante la première della sfilata a Disneyland di Anaheim, California, è stata utilizzata una nuova versione del brano di Young.

## Video musicale
Il videoclip ufficiale, uscito il 26 Ottobre del 2012 e diretto da Matt Stawski, contiene un mix fra "dei temi divertenti ispirati ai videogiochi" di cui è protagonista il cantante e clips estratte da "Ralph Spaccatutto".
Young ha dichiarato ad AOL Music: "La cosa più divertente è stato essere in piedi di fronte alla console con i comandi in modo da governare tutto il quartiere. Ed è come tornare indietro e sentirsi come se avessi 12 anni."

## Charts
| Chart (2012)              | Peak position |
| ------------------------- | ------------- |
| Canada (Canadian Hot 100) | 78            |
| Stati Uniti               | 111           |